# استپی خزری
استپی خزری، استپی اله‌اکبری (نام علمی: Stipa caragana) نام یک گونه از سرده استپی است. سرده استپی در ایران در حدود ۲۰ گونه گیاه گندمی چندساله و یکساله دارد.